# Вівсянка польова
Вівся́нка польова́ (Pooecetes gramineus) — вид горобцеподібних птахів родини Passerellidae. Мешкає в Північній Америці. Це єдиний представник монотипового роду Польова вівсянка (Pooecetes).

## Опис

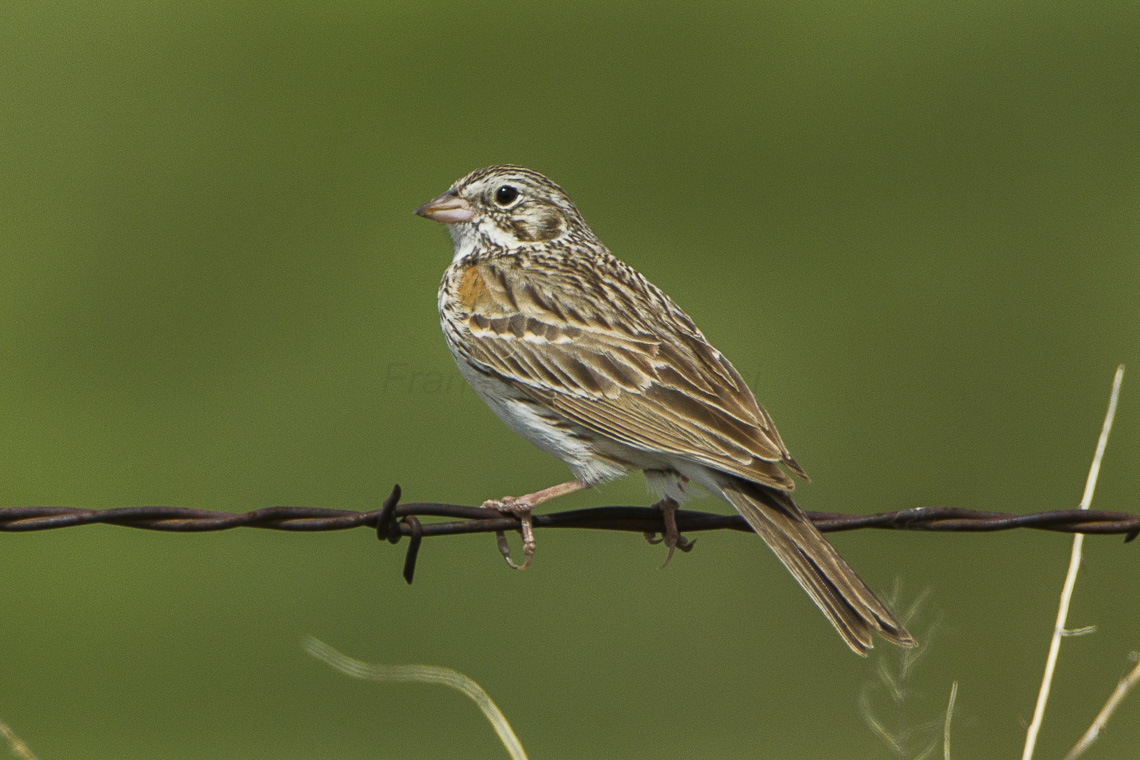
Польова вівсянка

Довжина птаха становить 13—18 см, розмах крил 20—28 см, вага 19,5—28,3 г. Верхня частина тіла світла, сіро-коричнева, нижня частина тіла білувата, груди та боки мають попелястий відтінок. Горло, груди та боки поцятковані темними смужками. Плечі каштанові. Навколо очей білі кільця. Хвіст темний, крайні стернові пера білі.

## Підвиди
Виділяють три підвиди:
- P. g. gramineus (Gmelin, JF, 1789) — південно-східна Канада і схід США, мігрують на південь до Техасу та на узбережжя Мексиканської затоки;
- P. g. confinis Baird, SF, 1858 — південно-західна Канада і захід США, мігрують на південь до Мексики;
- P. g. affinis Miller, GS, 1888 — захід Вашингтону і Орегону, мігрують до північного заходу Каліфорнійського півострова.

## Поширення і екологія
Польові вівсянки гніздяться в Канаді і Сполучених Штатах Америки, у вересні мігрують на південь, досягаючи Південної Мексики, повертаються на північ у березні. Популяції Центральної долини в Каліфорнії є осілими. Бродячі птахи спостерігалися на півночі Центральній Америці, на Бермудських і Багамських островах.
Польові вівсянки живуть на сухих трав'янистих рівнинах, на луках, пустищах, полях і пасовищах. Під час негніздового періоду зустрічаються невеликими зграями. Живляться комахами і насінням. Сезон розмноження триває з квітня по серпень. В кладці від 3 до 5 яєць, інкубаційний період триває приблизно 2 тижні. За сезон може вилупитися два виводки.

## Збереження
МСОП класифікує цей вид як такий, що не потребує особливих заходів зі збереження. За оцінками дослідників, популяція польових вівсянок становить приблизно 35 мільйонів. В період з 1970 по 2017 роки популяція скорочувалася з середньою швидкістю 0,9 % на рік. За останні 10 років популяція скоротилася на 10 %. Польовим вівсянкам загрожує знищення природного середовища.